# David Lipsky
David Lipsky (1988) is een golfprofessional uit de Verenigde Staten.

## Amateur
Lipsky studeerde aan de Northwestern University en speelde college golf. Hij won onder meer het Big Ten Championship in 2010.

## Professional
Na het beëindigen van zijn studie werd hij in 2011 professional en ging hij in januari 2012 naar de Tourschool van de Aziatische PGA Tour. Hij won deze, en vervolgens won hij het derde toernooi dat hij speelde, de Handa Faldo Cambodian Classic.
In 2014 won hij de European Masters door Graene Storm in de play-off te verlaan. De overwinning gaf hem speelrecht op de Europese en Aziatische Tour tot eind 2006.  Hij was het eerste lid van de Aziatische Tour die een toernooi van de Europese Tour won.

### Gewonnen

#### Aziatische Tour
- 2011: Handa Faldo Cambodian Classic
- 2014: European Masters po

#### Europese Tour
- 2014: European Masters po